# مونیکویتا میلی
فلور شیزا کوئیسپه سوکاپورا (زاده ۱۸ دسامبر ۲۰۰۰ – درگذشته ۳ آوریل ۲۰۲۴) که با نام هنری خود مونیکویتا میلی شناخته می‌شود، خواننده پرویی بود. از سال ۲۰۰۵ تا زمان مرگش، او حرفه هنری خود را در موسیقی بومی آند تثبیت کرده بود، که در آن در طول دهه‌های ۲۰۱۰ و ۲۰۲۰ از محبوبیت برخوردار بود. فلور شیزا کوئیسپه سوکاپورا در ۱۸ دسامبر ۲۰۰۰ در یاناهوایا، ناحیه ای در استان ساندیا، دپارتمان پونو به دنیا آمد. او دختر جیمی کوئیسپ و ماریا لوز سوکاپورا بود. او در مدرسه یاناگوایا و بعداً در مدرسه میرافلورس تحصیل کرد.